# Dicliptera effusa
Dicliptera effusa là một loài thực vật có hoa trong họ Ô rô. Loài này được Balf.f. mô tả khoa học đầu tiên năm 1884.